# Museu de la Pau de Teheran
El Museu de Pau del Teheran és un museu situat al centre històric de Teheran que forma part de la Xarxa Internacional de Museus per Pau. L'objectiu principal del museu és promoure una cultura de pau conscienciant sobre les conseqüències devastadores de la guerra, posant el focus en la salut i els impactes mediambientals de les armes químiques.
El museu coordina un programa d'educació de la pau amb tallers sobre la llei humanitària, el desarmament, la tolerància, i l'educació de pau. Alhora, hi ha conferències sobre la cultura de pau, la reconciliació, la llei humanitària internacional, el desarmament, i la pau. El museu també conserva abundant documentació d'històries individuals de víctimes de les guerres. Hi ha exposicions temporals artístiques relacionades amb la pau.